# Matthew Hassan Kukah
Matthew Hassan Kukah (* 31. August 1952 in Kulu, Nigeria) ist ein römisch-katholischer Geistlicher und Bischof von Sokoto.

## Leben
Matthew Hassan Kukah empfing am 19. Dezember 1976 das Sakrament der Priesterweihe für das Erzbistum Kaduna.
Am 10. Juni 2011 ernannte ihn Papst Benedikt XVI. zum Bischof von Sokoto. Der Erzbischof von Lagos, Anthony Olubunmi Kardinal Okogie, spendete ihm am 8. September desselben Jahres die Bischofsweihe; Mitkonsekratoren waren der emeritierte Bischof von Sokoto, Kevin Aje, und der Erzbischof von Kaduna, Matthew Man-Oso Ndagoso.